# Erannis weileri
Erannis weileri är en fjärilsart som beskrevs av Scholz 1947. Erannis weileri ingår i släktet Erannis och familjen mätare. Inga underarter finns listade i Catalogue of Life.